# Tadeusz Piotrowski (alpinista)

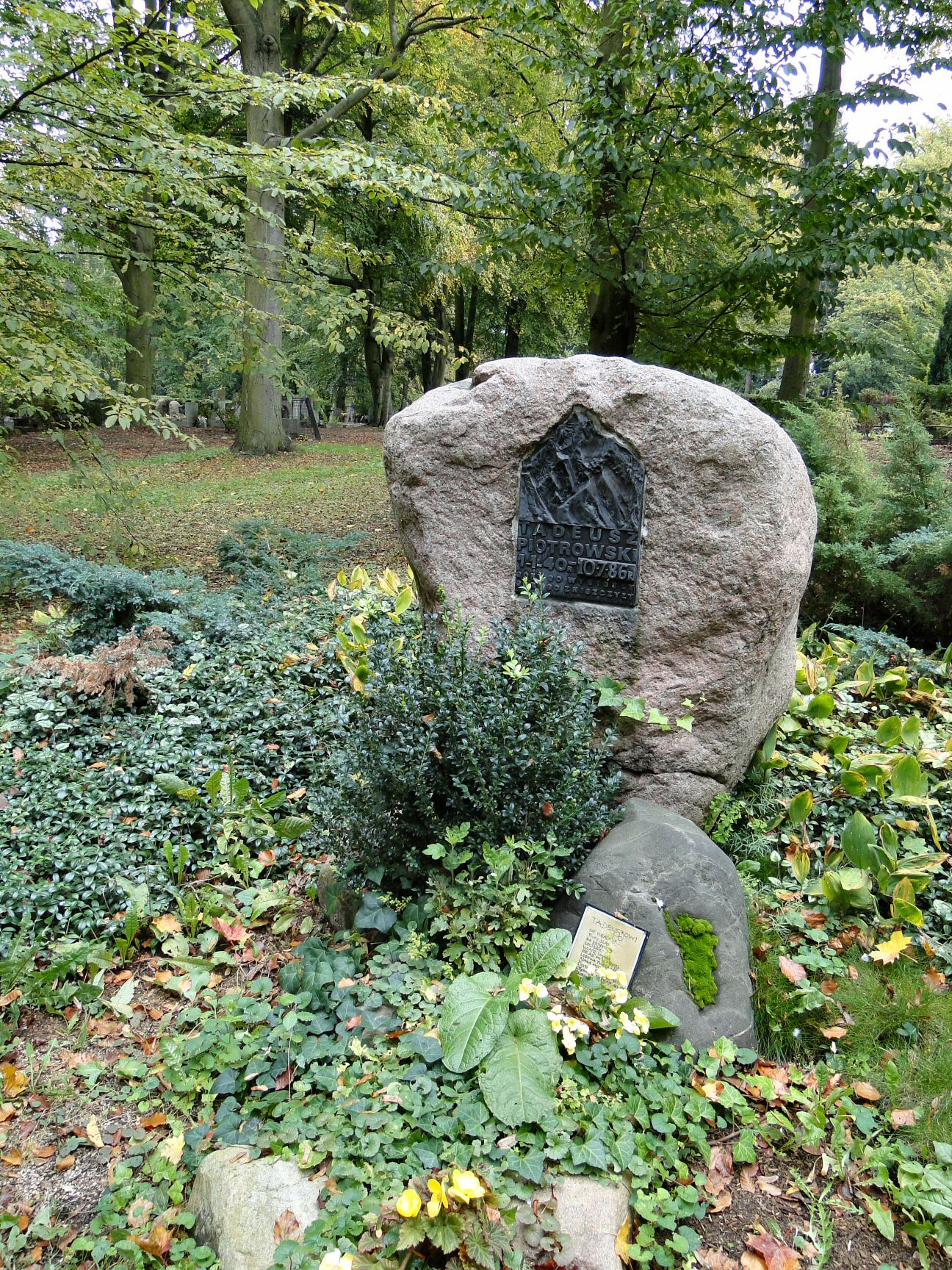
Tomba simbòlica de Tadeusz Piotrowski al Cementiri Central de Szczecin

Tadeusz Piotrowski (Kolki, Volínia, 1940 - vessants del cim del K2 al Karakoram, 10 de juliol del 1986) fou un alpinista polonès i autor de diversos llibres relacionats amb el tema. S'ha dit que va ser el més subtil dels muntanyencs del nostre temps.
Va començar la seva carrera en els anys 60 a les muntanyes Tatra, quan era estudiant a la Universitat Szczecin de Tecnologia. Va ser un dels primers a especialitzar-se en alpinisme d'hivern.
Les seves millors escalades inclouen: Trollryggen a Noruega a l'hivern de 1972, Noshaq a l'Afganistan el 1973, Rakaposhi al Pakistan el 1979, Distaghil Star al Pakistan el 1980, Napi al Nepal el 1983 i K2 a la Xina / Pakistan a l'estiu de 1986.
El 1974 el seu company Stanisław Latałło va morir al Lhotse; va causar certa controvèrsia el fet que Piotrowki pogués ajudar o no. El 1983 Piotrowski va dirigir l'ascens a l'Api (7132 metres sobre el nivell del mar) i va arribar al cim la nit de Nadal. Va ser acompanyat per Andrzej Bieluń que anava al capdavant però va desaparèixer en arribar al cim; s'assumeix que va morir.
Piotrowski morir el 10 de juliol de 1986. Dos dies abans va acabar al costat de Jerzy Kukuczka el primer ascens a la cara sud del K2 també anomenat la línia polonesa. Aquesta és una ruta molt perillosa plena de  seracs i que va ser qualificada de suïcida per Reinhold Messner.